# Altes Schloss (Püchersreuth)

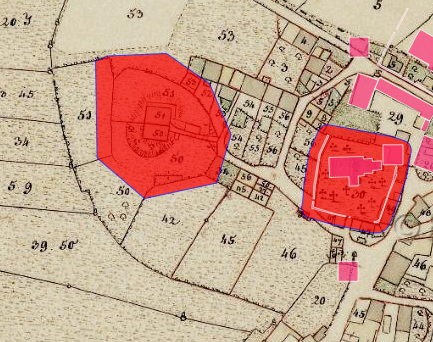
Lageplan von dem Alten Schloss (Püchersreuth) auf dem Urkataster von Bayern

Das abgegangene Alte Schloss lag etwa 100 m nordwestlich der Pfarrkirche St. Peter und Paul der Gemeinde Püchersreuth (Freiherr-von-Hundt-Straße 6 und 7) im oberpfälzischen Landkreis Neustadt an der Waldnaab. Die Anlage wird als Bodendenkmal unter der Aktennummer D-3-6239-0043 mit der Beschreibung „mittelalterlicher Turmhügel, untertägige Befunde des "Alten Schlosses" in Püchersreuth“ geführt.

## Geschichte
Püchersreuth (auch Pungramsreut oder Pügersreuth genannt) wurde im 11. Jahrhundert besiedelt; der Name deutet auf eine Rodungssiedlung hin. 1167 tritt ein Perengar als Ministeriale der Grafen von Sulzbach auf. Die Pfarrei Püchersreuth wird 1326 erstmals erwähnt. Das Landsassengut Püchersreuth kam in den Einflussbereich von Karl VI. und dann in den der Herrschaft Störnstein. In Störnstein lagen auch die Halsgerichtsbarkeit und der Wildbann von Püchersreuth.
In den folgenden Zeiten war Püchersreuth im Besitz verschiedener Adelsgeschlechter, genannt werden die Hirschauer (1386) und die Roschauer (1430), 1495 kauft Hans von Floß das Landgut. Vom 30. November 1507 datiert ein Lehensbrief an Hans von Floß zu Püchersreuth durch König Ladislaus Jagiello über den Burgstall Mohrenstein, der zwar ein eigenständiges Gut, aber immer wieder mit Püchersreuth verbunden war. Im Landsassenverzeichnis von 1532 ist Gabriel von Floß zu Pugersreuth († 19. Januar 1561) genannt. Sein Sohn Hans von Floß zu Pugersreuth erhält am 16. Oktober 1561 einen Lehensrevers über Mohrenstein. Er hinterlässt nach seinem Tod († 1572) die Söhne Paul(sen) und Hans Gabriel sowie vier unmündige Töchter. 1580 werden hier die Witwe des Hansen von Floß, eine geborene von Zedtwitz,  und ihr Sohn Paul von Floß genannt. 
1584 wird zusätzlich zu dem Schloss ein Neubau errichtet. 1585 erfolgte eine Erbteilung unter den Brüdern Hans und Paul Floß, wobei Paul Floß das neue Schloss erhielt und Hans Floß auf dem alten Schloss verblieb. Hans von Floß war 1590 und 1592 der Schulden halber gezwungen, ein Darlehen aufzunehmen. Das von 1592 gewährte ihm die Witwe Katharina von Brand, eine geborene von der Grün. Wolf Christoph von Brand hat dann den Teil des Hans von Floß 1598 gekauft. Als dieser ohne Leibeserben gestorben war († 1613), kam der Besitz 1615 an Christoph Portner von Theuern. 1763 wurde es von Freiherrn von Korb gekauft. Unter diesem Adeligen in Püchersreuth wurde ein neues katholisches Schulhaus erbaut (Hauptstraße Nr. 3), in dem heute die Raiffeisenkasse und das Amtszimmer des Bürgermeisters untergebracht sind. Josef von Korb wird als Landsasse am 15. Juni 1782 des Fürstentums Sulzbach angenommen. 1799 werden in Püchersreuth zwei Schlösser, eine Simultankirche, ein gutsherrliches Brauhaus, ein katholischer Pfarrhof, ein evangelisches und ein katholisches Schulhaus, 31 Untertanenhäuser (einschließlich einer Schankwirtschaft und einem Schmiedhaus), neun Leerhäusel, das Gemeinde-Hirtenhaus und eine Ziegelei außerhalb des Ortes gelegen durch Johann Andre Wirth, podewilscher Gerichtsverwalter, und Wolfgang Andreas Stahl, korbscher Gerichtsverwalter, angeführt.

## Baulichkeit
Hier stand zuvor eine Turmhügelburg, aus der eine mittelalterliche Burg entstand; später erfolgte der Umbau zu einem Schloss mit einer Weiherhausanlage. Wie aus dem Urkataster von Bayern zu ersehen ist, bestand um das Schloss ein Wall, und ein über eine Brücke führender Weg ging nach Osten in den Ort Püchersreuth. Der Graben der Anlage war bis zu dem Brand von 1954 noch sichtbar. Heute ist der Schlossbereich modern überbaut.